# Principi di Madrid
I principi di Madrid sono un documento di raccomandazione emanato dal quindicesimo Consiglio OSCE, tenutosi a Madrid nel novembre 2007, al fine di far raggiungere alle parti in causa un definitivo accordo di pace dopo la prima guerra del Nagorno-Karabakh.
Questo documento, che ha il valore di una mozione di intenti e non è stato siglato da alcuno dei soggetti direttamente coinvolti nel contenzioso, trae origine dal lavoro del Gruppo di Minsk dell'OSCE stessa. Nel 2009 fu redatta una nuova versione aggiornata alle ultime trattative negoziali.

## Contenuto dei principi
Per quanto non sia mai stato diramato un documento ufficiale al riguardo e sia quindi sconosciuto il testo completo, attraverso indiscrezioni diplomatiche si è potuti risalire ai cinque punti intorno ai quali ruota la proposta:
- garanzie di sicurezza e sviluppo di una forza internazionale di pace;
- ritiro delle forze armene da tutti i territori non facenti parte dell'oblast' sovietico del Nagorno Karabakh (rayon di Agdam, Fizuli, Jibrail, Zangelan e Gubadli) con speciali modalità per Laçın e Kelbajar;
- ritorno dei rifugiati;
- determinazione dello status finale della Repubblica del Nagorno Karabakh mediante un voto con una qualifica ad interim da stabilire fino a quel momento;
- riapertura di tutti i trasporti e strade.

## Posizione delle parti
Ad oggi i negoziati di pace non sono approdati ad alcun risultato anche perché i principi di Madrid, considerati la base per le future trattative, non hanno riscosso particolare gradimento fra le parti in causa. Non è mai stato chiarito se l'enunciato dei principi sia frutto di precedenti intese poi non rispettate (anche per pressioni politiche interne ad Armenia ed Azerbaigian) o siano semplicemente il risultato di una mediazione non riuscita.
L'Azerbaigian può ritenersi soddisfatto dalla maggior parte delle disposizioni contenute nei principi ma non accetta che in alcun modo venga messa in discussione la propria integrità territoriale e chiede che il Nagorno Karabakh sia sotto la sua amministrazione.
L'Armenia ed il Nagorno Karabakh non possono accettare alcuna soluzione che preveda la rinuncia al diritto all'autodeterminazione della regione né possono accondiscendere ad una totale restituzione dei territori circostanti che isolerebbe nuovamente il piccolo Stato.